# 王店村 (章丘市)
王店村，中华人民共和国山东省济南市章丘市高官寨镇所辖的一个行政村。全行政村人口156户、569人(2005年)。耕地面积1567亩(2005年)。行政区划代码370181114243。